# Avenida Jefferson (Detroit)
La avenida Jefferson (en inglés, Jefferson Avenue) es una vía de Detroit, en el estado de Mìchigan (Estados Unidos). Es una ruta turística a lo largo de la parte este de Metro Detroit junto al lago Erie, el río Detroit y el Lago Sainte-Claire. Esta carretera también proporciona acceso a muchas instalaciones recreativas de la zona. West Jefferson Avenue es principalmente comercial, mientras que East Jefferson Avenue contiene un distrito residencial histórico.

## Historia
Jefferson es una de las cinco avenidas principales (junto con Woodward, Míchigan, Grand River y Gratiot) planeadas por el juez Augustus B. Woodward en 1805 que se extienden desde el centro de Detroit en diferentes direcciones. Examinado por primera vez en 1807, se llamó Main Street. Más tarde fue rebautizada como Jefferson Avenue en honor al presidente Thomas Jefferson, quien era amigo de Woodward. Jefferson también reservó 6000 dólares para cubrir el costo de la carretera.
La guerra de 1812 paralizó las obras, que solo se retomaron hacia 1817, cuando 200 hombres comenzaron a trabajar en una vía militar de 20 m de ancho. El 27 de noviembre de 1818, el general Alexander Macomb le informó al nuevo presidente James Monroe que se habían completado más de 11 kilómetros. En 1823, el Congreso otorgó terrenos y asignó 20 000 dólares para mejorar extender la vía hasta Maumee, la primera subvención que el Gobierno Federal había otorgado para la construcción de carreteras.
Se planeó que la avenida Jefferson se extendiera al este del centro de la ciudad, paralela al río Detroit. Las adiciones posteriores a la carretera también la han extendido al oeste del centro de la ciudad, donde continúa viajando cerca del paseo marítimo a través del área de Downriver.
En los años 1970 se lanzó un proyecto de rehabilitación urbana del sector comprendido entre la calle Atwater, la avenida East Jefferson y la estación de la calle Brush, se demolieron varias cuadras, y se contruyó el compleo de rascacielos del Renaissance Center.

## Trazado
A su paso por el Distrito Financiero, alberga rascacielos como el Crowne Plaza Detroit Downtown Riverfront, el 150 West Jefferson, el One Woodward Avenue, el Coleman A. Young Municipal Center, los Millender Apartaments y el Renaissance Center. Otras estructuras de gran altura a en su recorrido son los Jeffersonian Apartments

### East Jefferson y West Jefferson
En Downtown Detroit, a la altura de la avenida Woodward, la avenida Jefferson se divide en East Jefferson y West Jefferson. La avenida East Jefferson es la más importante de las dos. Entre Woodward y la calle Riopelle a 1,3 kilómetros al suroriente, East Jefferson alberga varios edificios religiosos históricos como la iglesia de los Marineros, la iglesia Episcopal de Cristo, y la iglesia de San Pedro y San Pablo, que es la más antigua de la ciudad. El Distrito Residencial de East Jefferson Avenue está ubicado en East Jefferson entre Downtown Detroit y Waterworks Park.

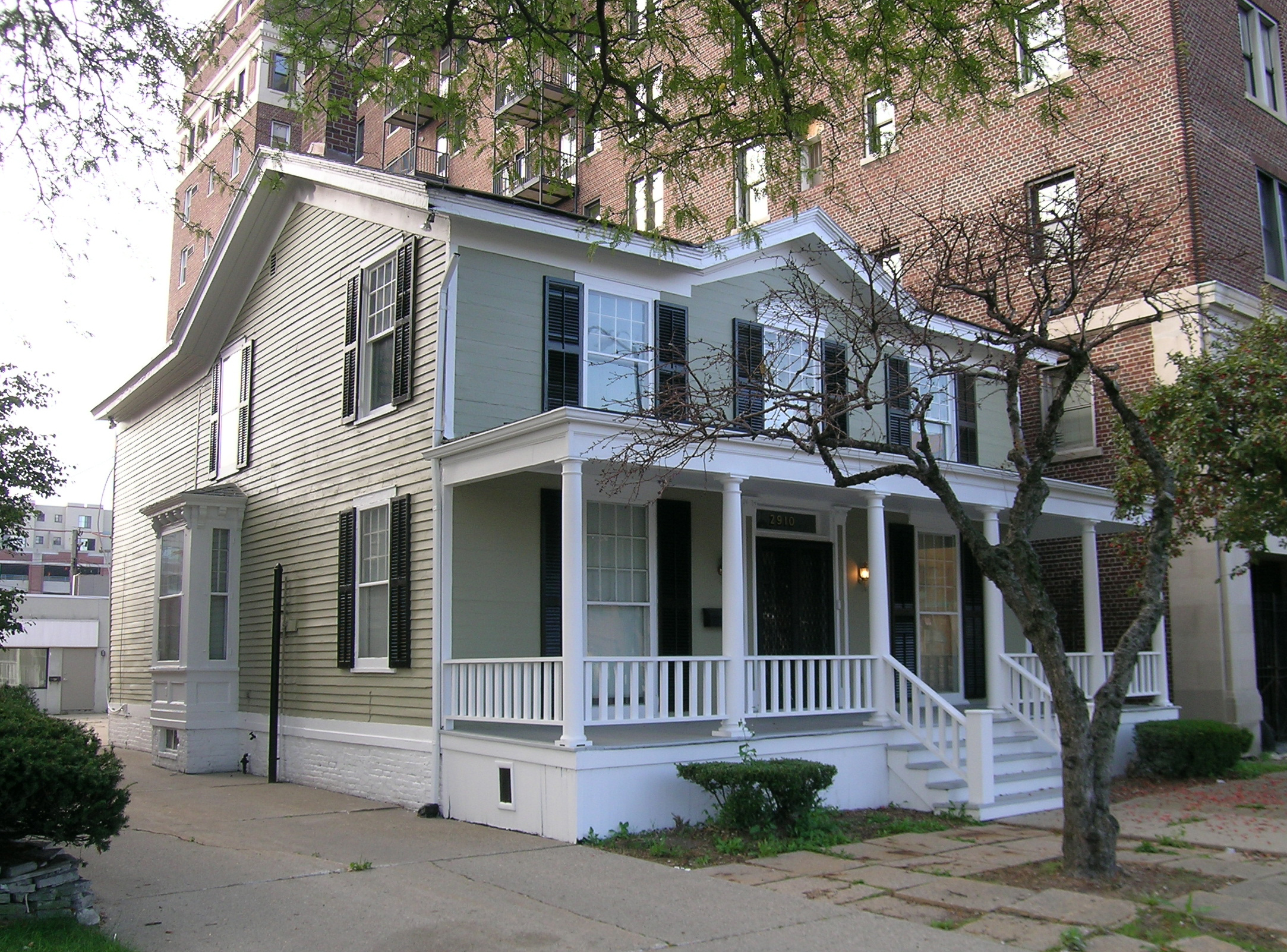
La Casa Joseph Campau, una de las más antiguas de la ciudad.

También contiene inmuebles residenciales como los Palms Apartments, los Manchester Apartments y los Pasadena Apartments (los Somerset Apartments fueron demolidos en 2014), así como la casa Beaubien (la más antigua de la ciudad), la Casa Sibley, la Casa Thomas A. Parker, la Casa Charles C. Trowbridg, la Casa Arthur M. Parker, la Casa Frederick K. Stearns, la Casa Croul-Palms, la Casa Moross, la Casa Joseph Campau, la Casa William H. Wells y la Casa John N. Bagley. Aún más hacia adelante en su recorrido se encuentran el Hibbard Apartment Building y el adyacente The Kean, ambos de carácter residencial.
Hacia el Gran Boulevard se encuentran a su vez los distritos históricos de Indian Village y de East Grand Boulevard, que tienen varias residencias con una arquitecturta notable, entre ellas la Casa Frederick K. Stearns. Hacia el oeste, Jefferson Avenue pasa por debajo del TCF Center y por el antiguo emplazamiento de Joe Louis Arena, donde se articula con la autopista M-10.
Luego pasa por gran parte del este de Detroit y luego por las comunidades de Grosse Pointe, St. Clair Shores y Harrison Township, entre otros. También sirve como la columna vertebral de los ricos vecindarios de las comunidades de Grosse Pointe, bordeando la parte este de Detroit. 

### Por fuera de Detroit
Tras salir de Detroit, la avenida pasa por las comunidades de Downriver, Brownstown Township y Berlin Township, cruzando con carreteras que conducen a puentes a Grosse Ile (Grosse Ile Parkway en Trenton que conduce a Wayne County Bridge y Bridge Road en Riverview que conduce al puente de peaje Grosse Ile ). La planta de energía del canal de Trenton y el parque Elizabeth están ubicados a lo largo de Jefferson Avenue en Trenton.
Aunque el trazado de la avenida es continuo, cambia de nombre a Wyandotte a Biddle Avenue; de manera similar, en Grosse Pointe Farms y Grosse Pointe Shores, el nombre cambia a Lake Shore Drive; el nombre también cambia a US Turnpike Road en Berlin Charter Township después de cruzar el puente de Jefferson Avenue. Se produce una brecha en la antigua Base de la Fuerza Aérea de Selfridge, ahora un campo de golf y la Base de la Guardia Nacional Aérea de Selfridge.
El extremo este de Jefferson Avenue está en 23 Mile Road, cerca del límite entre Chesterfield Township y New Baltimore; el extremo occidental de esta parte oriental se encuentra en el municipio de Berlín en la intersección con Dixie Highway y Strong Road.
Hay una brecha de una cuadra en Jefferson Avenue en el lado suroeste de Detroit, entre las calles Clark y Scotten, que está ocupada por la Terminal de Detroit de la Autoridad Portuaria del Condado de Detroit/Wayne. En el centro de Detroit, el extremo sur de la M-10 tiene una ruta en Jefferson hasta la esquina de Randolph St./M-3. Desde la esquina de Randolph hasta el extremo sur de la I-375 entre las calles Beaubien y St. Antoine, Jefferson es la BS I-375 extremadamente corta, sin firmar, de 24 m de largo.

## Galería

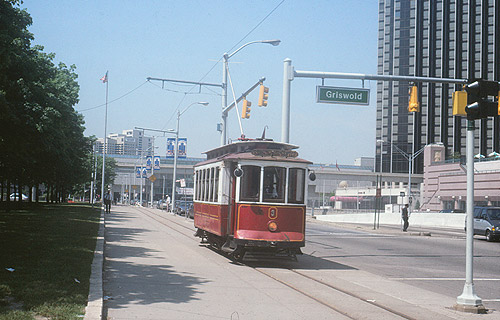
Tranvía en los años 1990
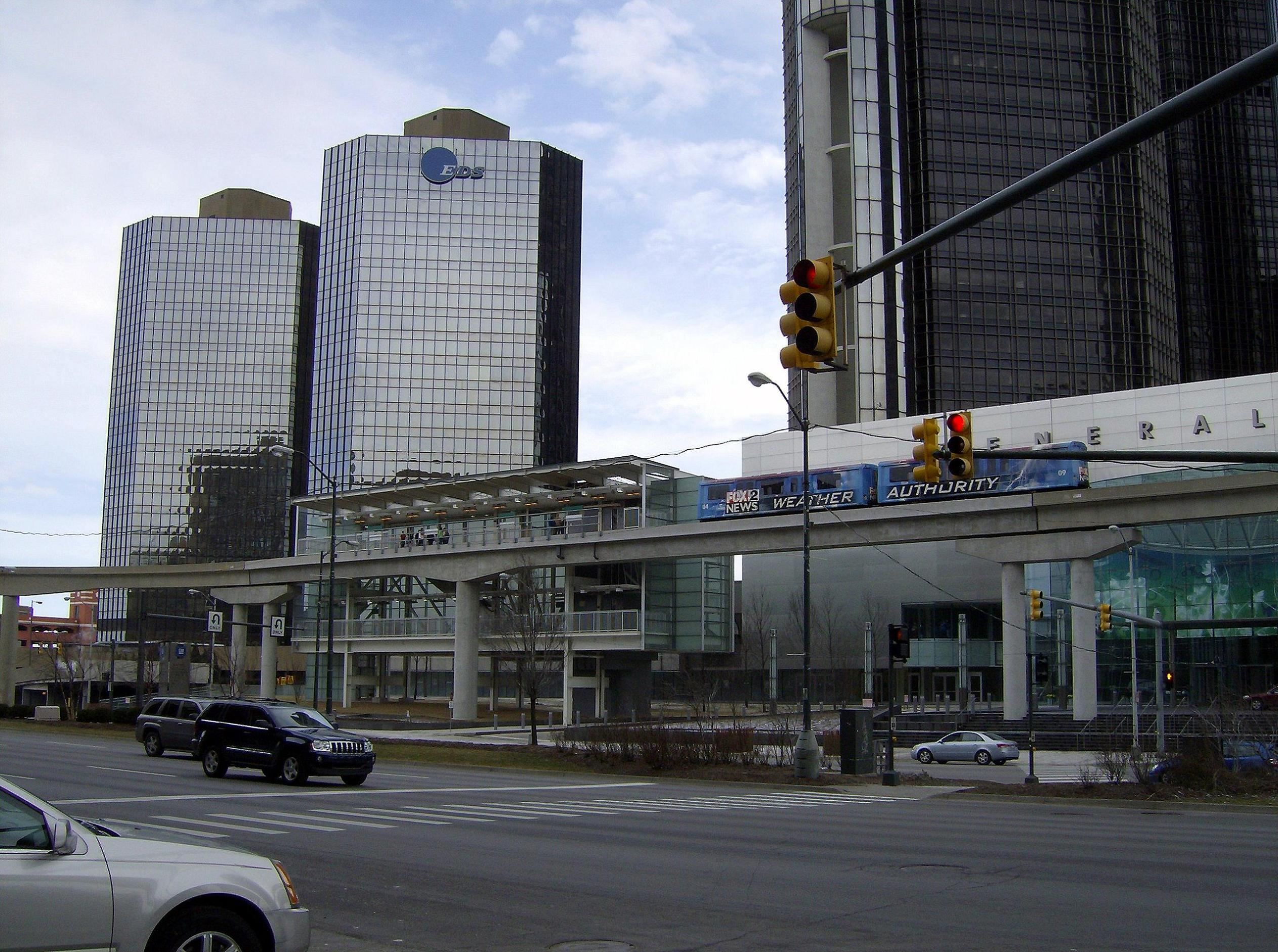
El Renaissance Center y el Detroit People Mover
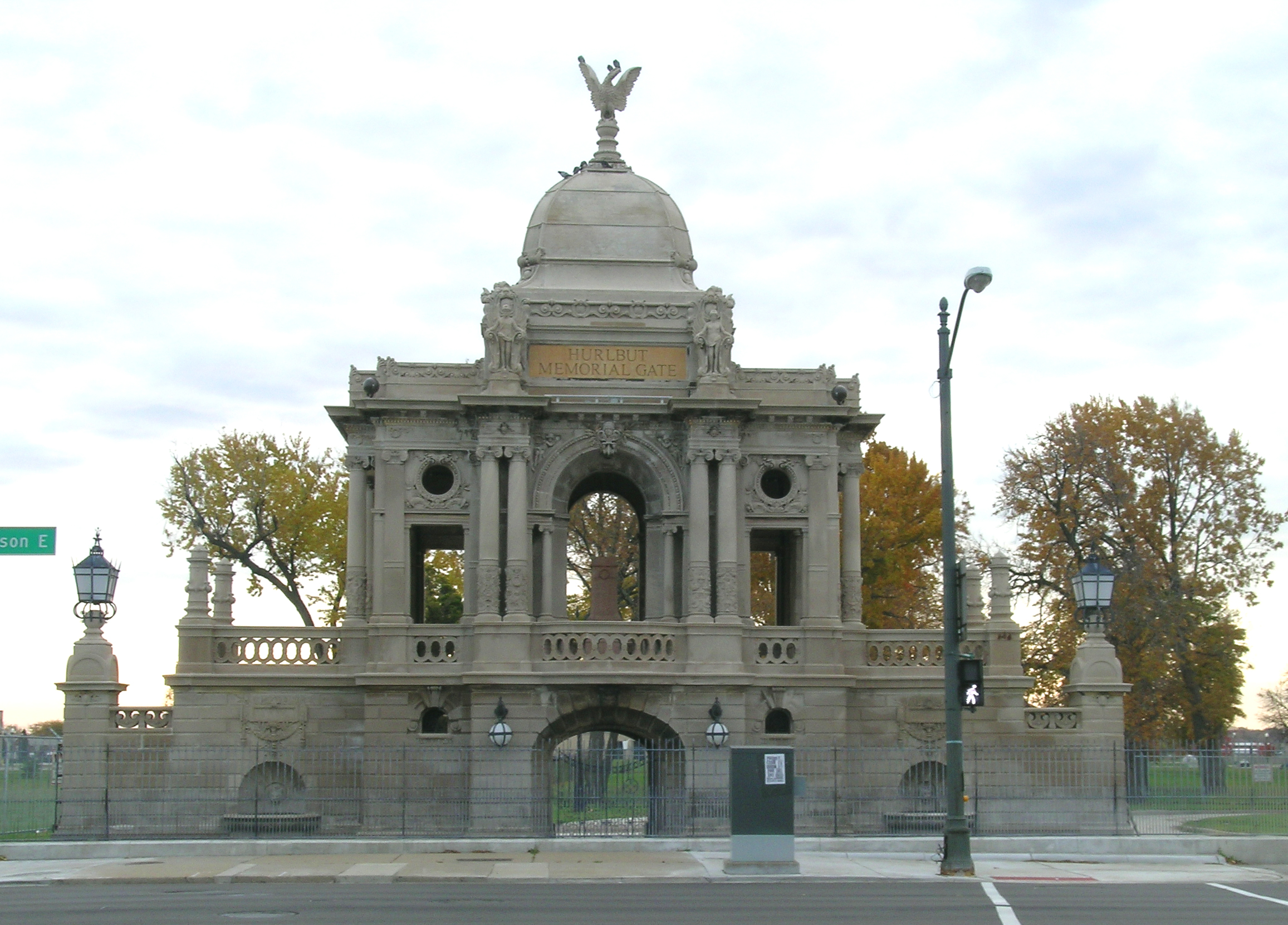
La Puerta conmemorativa Hurlbut
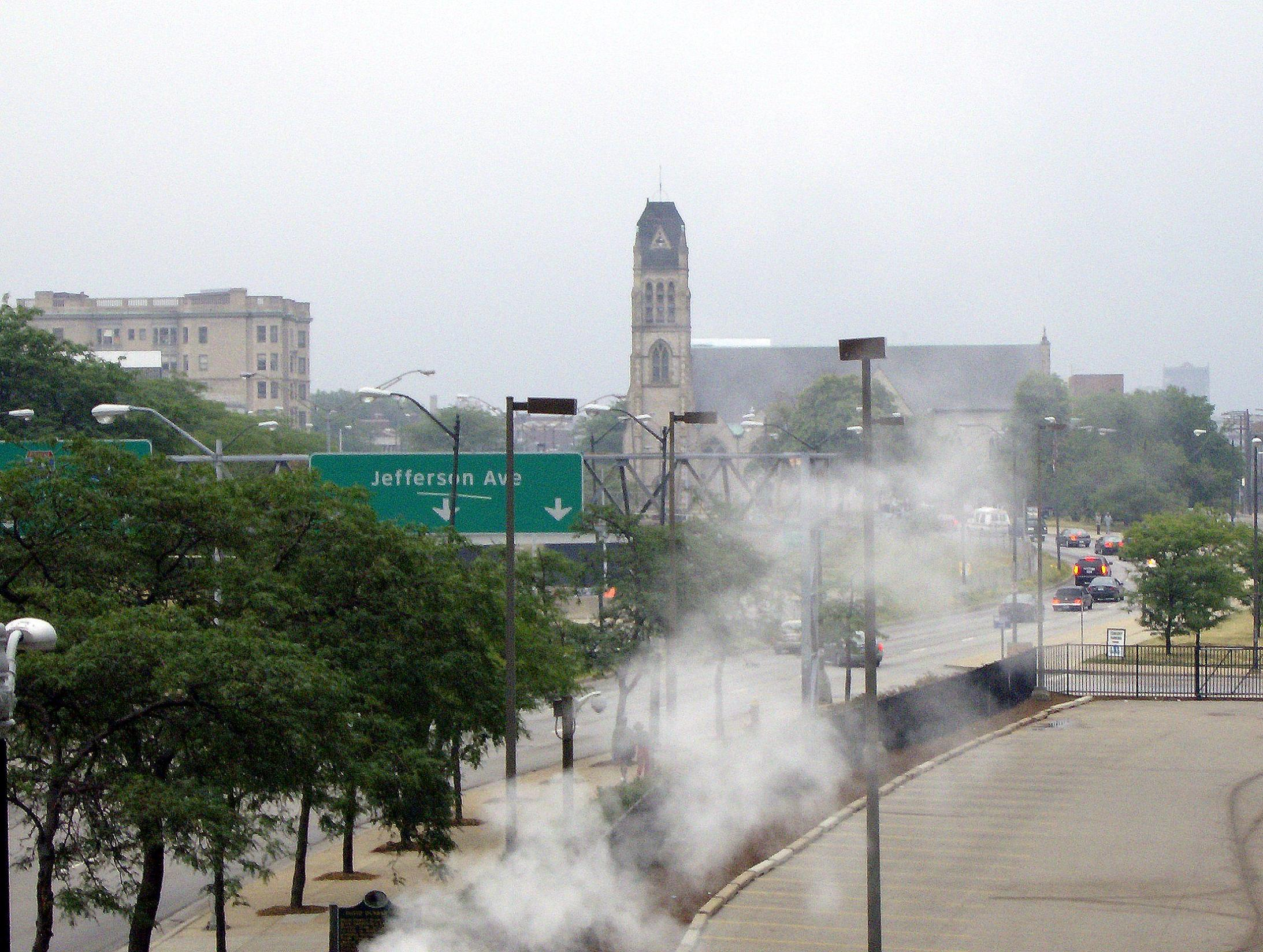
La avenida Jefferson cerca de la autopista Chrysler
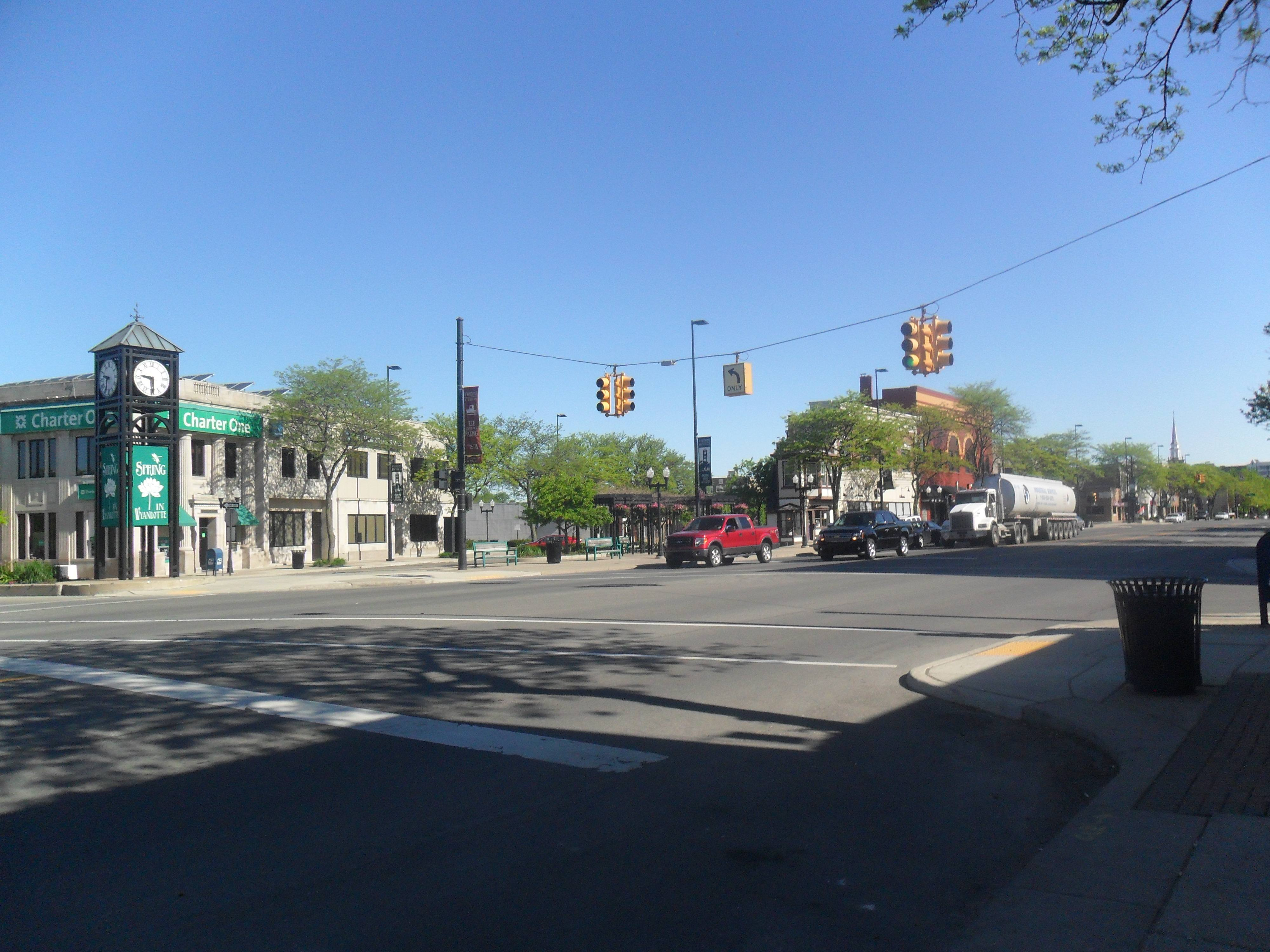
La avenida Biddle en Wyandotte